# Вэниан, Дэйв
Дэйв Вэниан (англ. David Vanian, при рождении Дэвид Леттс — англ. David Letts; род. 12 октября 1956 года) — британский рок-музыкант, известность получивший прежде всего как вокалист The Damned, группы, единственным постоянным участником которой он оставался начиная с момента её образования в 1976 году.

## Биография
Дэвид Леттс взял псевдоним Vanian вскоре после того, как пришёл в группу по приглашению Кэптена Сенсибла. Сам певец не давал по этому поводу объяснений, но принято считать, что его псевдоним является сокращением от «Transylvanian». До прихода в группу Леттс работал на кладбище гробокопателем и уже тогда культивировал «вампирский» образ (последний, таким образом, с самого начала был для него не просто сценическим трюком). Именно по инициативе Вэниана в творчестве The Damned начиная с определённого момента стали преобладать мотивы готик-рока; он считается одним из тех, кто способствовал проникновению элементов готической субкультуры в популярную музыку. 
В панк-роке — до того, как тот поддался мейнстриму — каждый плясал под свою дудку, в этом и состоял весь смысл. Вокалист The Damned Дэйв Вэниан может служить тому идеальным примером. Вместо того, что облачиться в панк-униформу, вскоре сделавшуюся универсальной («ирокезы», рваные джинсы, кожаные жакеты и т. д.), Вэниан взял на вооружение вампирский имидж — белый макияж, напомаженные и зачёсанные назад иссиня-чёрные волосы, чёрный цвет с ног до головы на все случаи жизни. Промотайте вперед несколько лет — и вот уже избранный Вэнианом фасон становится общепринятым для гот-рокеров во всём мире. Оригинальный текст (англ.)Before the mainstream got a hold of it, punk rock was all about marching to the tune of your own drummer, and the Damned's singer, Dave Vanian, was a prime example. Instead of wearing the soon to be universally accepted punk uniform (spiky hair, ripped jeans, leather jacket, etc.), Vanian adopted a vampire-ish look — pale face makeup, slicked-back jet-black hair, and always dressing in black from head to toe. Fast forward a few years, and Vanian's choice of fashion became the accepted look for goth rockers worldwide.Грег Прато, Allmusic
Оставаясь бессменным участником The Damned, Дэйв Вэниан в 1995 году выпустил первый сольный альбом Dave Vanian and the Phantom Chords, возглавив коллектив того же названия. Рецензент Allmusic обратил внимание на отсутствие в альбоме каких бы то ни было намёков на сходство с The Damned времён «New Rose», отметив, что всё это больше похоже на «Дракулу, возглавившего рокабилли-бэнд».
Вэниан — ведущий телепрограммы Dave Vanian’s Dark Screen на британском телеканале Redemtion TV, куда зрители могут присылать фильмы ужасов собственного производства. В 2004 году певец появился на концертном DVD реформированных MC5 под заголовком Sonic Revolution: A Celebration of the MC5.

## Влияния
Известно, что главные увлечения Дэйва Вэниана — искусство эпохи Ренессанса, и жанр film noir. Певец говорил, что его музыкальное мировоззрение было сформировано под влиянием музыки к «чёрным» фильмам (Бернард Херманн, Джон Карпентер и другие). 

Понятно, что на меня повлияли многие музыкальные жанры, с которыми я знакомился в течение всей своей жизни, но раз за разом я возвращаюсь к саундтрекам, которые, возможно, составляют половину всей моей музыкальной коллекции.— Дэйв Вэниан

## Личная жизнь
Дэйв Вэйниан всегда вёл крайне замкнутый образ жизни, ничего о себе не рассказывал прессе, исключения не сделав даже для журналистки Кэрол Клерк, автора биографической книге «The Damned. The Light At The End Of The Tunnel».
В середине 1990-х годов Вэниан женился на Патриции Моррисон, бас-гитаристке Sisters of Mercy. Супружеская пара живёт в Хэрроу, северо-западном районе Лондона. В 2004 году у них родилась дочь Эмили Вэниан.

## Дискография
- Damned, Damned, Damned (1977)
- Music for Pleasure (1977)
- Machine Gun Etiquette (1979)
- The Black Album (1980)
- Strawberries (1982)
- Phantasmagoria (1985)
- Anything (1986)
- Not of This Earth (1995)
- Grave Disorder (2001)
- So Who’s Paranoid? (2008)

### Dave Vanian and the Phantom Chords
- Dave Vanian and the Phantom Chords (1995, New Beat Records)